# Juan Fernández Martín
Juan Fernández Martín (n. Alhama de Granada, Granada; 5 de enero de 1957) es un exciclista español, profesional entre 1977 y 1988.
A lo largo de su carrera profesional logró 50 victorias, destacando las tres medallas de bronce que obtuvo en los Campeonatos del Mundo de fondo en carretera, las 4 victorias de etapa en la Vuelta a España, y la victoria de etapa en el Giro de Italia.
Se retiró del ciclismo profesional a finales de 1988, convirtiéndose en director deportivo del equipo CLAS-Cajastur. Como director ha obtenido diversos títulos, dirigiendo a campeones como Tony Rominger, Fernando Escartín y Ángel Casero.

## Palmarés
| 1979 - Gran Premio Navarra - 1 etapa de los Tres Días de Leganés - 1 etapa de la Escalada a Montjuic 1980 - 1 etapa del Giro de Italia - Campeonato de España en Ruta - 3.º en el Campeonato Mundial en Ruta - Gran Premio Navarra - G.P. Primavera - Clasificación de la montaña de la Vuelta a España - Challenge Costa de Azahar, más 2 etapas - Gran Premio Nuestra Señora de Oro - Trofeo Virgen del Carmen (Valladolid) - 1 etapa de la Vuelta a Asturias - 1 etapa de la Vuelta a Castilla - 2 etapas de la Volta a Cataluña - Gijón (Trofeo Vicente López Carril) - 1 etapa de la Escalada a Montjuic 1981 - 1 etapa de la Vuelta a España - G.P. Pascuas - 1 etapa de la Vuelta a las 3 Provincias - 2 etapas de la Vuelta al País Vasco - G.P. Elche - 1 etapa de la Vuelta a Alemania - 1 etapa de la Vuelta a Aragón - 1 etapa de la Vuelta a los Valles Mineros - Memorial Manuel Galera - 1 etapa de la Vuelta a La Rioja | 1982 - 1 etapa de la Vuelta a España - 1 etapa de la Vuelta a las 3 Provincias - 1 etapa de la Vuelta a Asturias - 2 etapas de la Vuelta a Castilla - 1 etapa de la Vuelta a La Rioja 1983 - 1 etapa de la Vuelta a España - Gran Premio Navarra - G.P. Primavera - 2 etapas de la Challenge Costa de Azahar - 1 etapa de la Vuelta al País Vasco 1984 - Hucha de Oro 1985 - Clásica de los Puertos - 1 etapa de la Vuelta a Cantabria - 1 etapa de la Vuelta a Asturias 1986 - 1 etapa de la Vuelta a Castilla y León - 1 etapa de la Volta a Cataluña 1987 - 1 etapa de la Vuelta a España - 3.º en el Campeonato Mundial en Ruta - Trofeo Ciudad de Toledo 1988 - Campeonato de España en Ruta - 3.º en el Campeonato Mundial en Ruta |

## Resultados en Grandes Vueltas y Campeonato del Mundo
| Carrera         | 1979 | 1980 | 1981 | 1982 | 1983 | 1984  | 1985 | 1986 | 1987 | 1988 |
| --------------- | ---- | ---- | ---- | ---- | ---- | ----- | ---- | ---- | ---- | ---- |
| Giro de Italia  | -    | 24º  | -    | 37.º | -    | 124.º | -    | -    | 94.º | Ab.  |
| Tour de Francia | -    | -    | 50.º | -    | -    | -     | Ab.  | Ab.  | -    | -    |
| Vuelta a España | -    | 16.º | Ab.  | 20.º | Ab.  | Ab.   | Ab.  | Ab.  | 70.º | Ab.  |
| Mundial en Ruta | Ab.  | 3º   | 55.º | 7.º  | -    | 18.º  | 6.º  | 4.º  | 3º   | 3º   |